# Communauté de communes Nive-Adour
La communauté de communes Nive-Adour  est une ancienne communauté de communes française, située dans le département des Pyrénées-Atlantiques et la région Nouvelle-Aquitaine. Elle était composée de six communes : Lahonce, Mouguerre, Saint-Pierre-d'Irube, Urcuit, Urt et Villefranque.

## Historique
Le 1er janvier 2017, elle fusionne avec neuf autres intercommunalités pour former la communauté d'agglomération du Pays Basque.

## Composition
La communauté de communes regroupait 6 communes :
| Nom                  | Code Insee | Gentilé                | Superficie (km2) | Population (dernière pop. légale) | Densité (hab./km2) |
| -------------------- | ---------- | ---------------------- | ---------------- | --------------------------------- | ------------------ |
| Mouguerre (siège)    | 64407      | Mugertar               | 22,57            | 4 909 (2014)                      | 218                |
| Lahonce              | 64304      | Lehunztar              | 9,47             | 2 236 (2014)                      | 236                |
| Saint-Pierre-d'Irube | 64496      | Hiriburutar / Semperòt | 7,68             | 4 716 (2014)                      | 614                |
| Urcuit               | 64540      | Urketar                | 13,69            | 2 359 (2014)                      | 172                |
| Urt                  | 64546      | Urtois/Ahurtiar        | 18,99            | 2 200 (2014)                      | 116                |
| Villefranque         | 64558      | Milafrangar            | 17,17            | 2 597 (2014)                      | 151                |

## Administration
| Période                                  | Période          | Identité         | Étiquette | Qualité            |
| ---------------------------------------- | ---------------- | ---------------- | --------- | ------------------ |
| Les données manquantes sont à compléter. |                  |                  |           |                    |
| 2008                                     | 31 décembre 2016 | Roland Hirigoyen | DVD       | Maire de Mouguerre |

## Compétences
Aménagement de l'espace
- service d'assistance en urbanisme auprès des communes membres
- gestion d'un système d'information géographique partagé avec les communes

Développement économique
- création et gestion de zones d'activités économiques
- ZAC économique
- animation économique

Environnement
- collecte et traitement des déchets ménagers

Logement
- programme local de l'habitat
- schéma départemental gens du voyage

Enfance et Jeunesse
- garde des enfants de 0 à 3 ans
- musique scolaire
- sport scolaire
- voile scolaire

## Fonctionnement
- Conseil communautaire de 24 délégués ;
- Bureau de 10 membres ;
- Quatre commissions thématiques permanentes.

Directeur général des services : Daniel Moulia